# Aurora Cancian
Aurora Cancian es un actriz, comediante, modelo y actriz de voz italiana.

## Filmografía

### Actriz
- Le leggi del desiderio, de Silvio Muccino (2015)

### Actriz de voz
- Es la voz italiana de le actriz Brenda Blethyn, Dianne Wiest, Julie Walters y Sonia Braga.

### Radio
- Había fundado y dirigido el show de radio Ciao!, en Rai Radio Televisione Italiana.

## Premios
- 1997
  - Nastro d'Argento (mejor doblaje femenino para la película Secrets & Lies)
- 2010
  - Telegatto Award (mejor presentadora de Televisión para Ciao!)